# Horshamosaurus
Horshamosaurus rudgwickensis is een plantenetende ornithischische dinosauriër, behorend tot de Ankylosauria, die tijdens het vroege Krijt leefde in het gebied van het huidige Engeland.

## Vondst en naamgeving
In 1985 werden in de toenmalige mergelgroeve van de Rudgwick Brickworks Company nabij Rudgwick in West Sussex fossielen gevonden van dinosauriërs. Die werden geborgen door de vrijwilligers van het Horsham Museum Morris Zdzalek en Sylvia Standing en na 1988 in het museum tentoongesteld onder het label Iguanodon. Later stelde de neuroloog William T. Blows, een bekend amateurpaleontoloog, vast dat het ging om een ankylosauriër.
In 1996 benoemde Blows de vondst als een vierde soort van Polacanthus: Polacanthus rudgwickensis. Sommige onderzoekers betwijfelden of de soort werkelijk te onderscheiden was van Polacanthus foxii; andere meenden dat het om een apart geslacht ging.
In 2015 benoemde Blows het aparte geslacht Horshamosaurus waarvan de naam verwijst naar het stadje Horsham. De typesoort blijft Polacanthus rudgwickensis. De combinatio nova is Horshamosaurus rudgwickensis.
Het holotype, HORSM 1988.1546, is gevonden in een laag van de onderste Weald Clay Formation die dateert uit het Barremien, ruim 125 miljoen jaar oud. Het bestaat wellicht uit een gedeeltelijk niet in verband liggend skelet zonder schedel. De resten zijn vlak bijeengevonden op een kleine oppervlakte. Bewaard zijn gebleven: een gedeeltelijke ruggenwervel, een wervellichaam van nog een ruggenwervel, een voorste staartwervel, een middelste staartwervel, fragmenten van andere wervels, een stuk van het linkerschouderblad verbonden met het linkerravenbeksbeen, de kop van een rib, de onderkant van een opperarmbeen en een rechterscheenbeen. Het is niet zeker of alle beenderen aan één individu toebehoorden. Daarnaast zijn twee osteodermen gevonden. In 2020 stelde een studie dat het scheenbeen in feite een zitbeen was.

## Beschrijving

### Grootte en onderscheidende kenmerken
Horshamosaurus is volgens Blows 30% langer dan Polacanthus foxii wat een lengte oplevert van zo'n vijf meter. 
Behalve het grotere formaat en relatieve robuustheid werden in 1996 nog enkele kenmerken vastgesteld waarin Horshamosaurus zich van Polacanthus foxii onderscheidt. De gewrichtskommen van de ruggenwervels en staartwervels hebben een rond in plaats van hartvormig profiel. De zijuitsteeksels van de wervels hebben ieder twee richels aan de onderzijde die vervloeien met het wervellichaam en een uitholling omvatten. De zijuitsteeksels van de voorste staartwervels hebben bovenop hoge richels in de lengterichting lopen die, aan hun binnenzijde naar beneden hellend, aan de basis van het zijuitsteeksel vervloeien met de wervelboog. Het "pseudoacromion" bevindt zich dicht bij de voorrand van het schouderblad. De achterste ribben zijn groot en hoog in plaats van tamelijk slank. Het scheenbeen is relatief langer en recht in plaats van gewrongen. De huidstekels op de rug hebben een grote ronde basis waarvan de voorkant uitgehold is maar de achterkant solide, gecombineerd met een lage kiel in plaats van een kleine ovale basis waarvan het hele ondervlak hol is, gecombineerd met een hoge kiel. Er liggen daarnaast grote platte osteodermen met een holle onderkant op de rug waarvan de aanwezigheid bij Polacanthus nooit is vastgesteld.
In 2015 voegde Blows daar nog de volgende kenmerken aan toe. Het schouderblad is groot en robuust met een eraan vastgegroeid ravenbeksbeen. Het wervellichaam van de voorste staartwervels is korter en vooral hoger dan bij Polacanthus. Bij de staartwervels beslaat de basis van het zijuitsteeksel de bovenste helft van de hoogte van het wervellichaam in plaats van een kwart. De positie van het (pseudo)acromion werd niet meer als onderscheidend gezien omdat Blows zich gerealiseerd had dat dit bij geen enkel exemplaar van Polacanthus bewaard was gebleven.
Sommige kenmerken hebben Horshamosaurus en Polacanthus foxii echter gemeen. De ruggenwervels hebben overdwars afgeplatte doornuitsteeksels met brede platte massieve bases.
In 2020 stelde een studie dat geen van de kenmerken werkelijk onderscheidend was. Sommige kunnen slechts grootteverschillen weerspiegelen. De wervelkenmerken zijn problematisch want ze kunnen gebaseerd zijn op een foute plaatsing van de wervel in de reeks die niet in verband gevonden is. De vermeende kenmerken van het scheenbeen zijn slechts de normale eigenschappen van een zitbeen. Afwijkend van Polacanthus is althans dat dit niet naar binnen gebogen is. Kenmerken van de osteodermen werden niet onderscheidend geacht gezien hun grote variabiliteit. De conclusie was dat Harshamosaurus een nomen dubium was.

### Skelet
De bewaardgebleven achterste ruggenwervel heeft ronde gewrichtsfacetten van het robuuste wervellichaam. De zijuitsteeksels steken schuin omhoog en hebben een vlakke bovenkant en gekielde onderkant. Ze zijn iets omhooggekromd maar Blows weet dat aan vervorming. De parapofyse, het onderste ribfacet, is net onder het zijuitsteeksel geplaatst en steekt zelf iets uit. Van de achterste gewrichtsuitsteeksels staan de facetten onder een hoek van 45°.
De bewaarde ribkop is eveneens robuust met een breed ruw bovenvlak. De curve naar beneden is zeer geleidelijk, een teken dat Horshamosaurus al een tamelijk afgeplatte romp had. De kop heeft een kiel wat een T-vormige dwarsdoorsnede oplevert. Blows vermoedde dat de rib van een achterste positie kwam.
De voorste staartwervel heeft afgeronde gewrichtsfacetten die relatief hoog zijn, hoewel nog steeds wat breder dan hoog. De wervel is kort en wat ingesnoerd. De zo ontstane opstaande randen van de zijkanten lopen naar boven over in gepaarde richels op de onderkanten van de zijuitsteeksels. Deze laatste zijn op zich tamelijk breed. Hun bovenvlak helt schuin naar boven en binnen. Voordat de wervelboog bereikt wordt, hellen ze abrupt schuin naar beneden zodat een lengterichel ontstaat, evenwijdig aan de lengteas van de wervel. Volgens Blows is dat een authentiek kenmerk en niet het gevolg van het feit dat het doornuitsteeksel in het fossiel is afgebroken.
Het schouderblad is robuust en vooral onderaan erg breed. Het schijnt daar vergroeid te zijn met het ravenbeksbeen. De processus acromialis als zodanig is niet meer aanwezig bij het holotype. De positie ervan lijkt echter vastgesteld te kunnen worden doordat er een breukvlak zichtbaar is dat er de afgebroken basis van zou kunnen zijn. In ieder geval heeft Horshamosaurus geen meer naar achteren op de buitenkant van het blad gelegen "pseudoacromion" zoals voor de nodosauriden typisch is.
Bij het opperarmbeen zijn de onderste gewrichtsknobbels van voor naar achter gemeten tamelijk nauw. De knobbels steken meer naar achteren dan naar voren uit.
Ven een scheenbeen is een bovenkant en een gedeelte van de acht bewaard maar het is niet zeker dat beide delen bij elkaar horen. Het bovengedeelte is langer en slanker dan bij Polacanthus wat suggereert dat de achterpoten van Horshamosaurus in totaal relatief langer waren. Als beide delen bij elkaar horen is het scheenbeen het langste dat voor enige ankylosauriër uit het Wealden gevonden is. Wat er aan schacht van het bovengedeelte naar beneden steekt, is niet gewrongen zoals wel bij Polacanthus en Hylaeosaurus.

## Fylogenie
Horshamosaurus werd in 2015 niet in de Polacanthidae c.q. Polacanthinae geplaatst; Blows vermoedde een meer afgeleide positie in de Ankylosauria vanwege de robuuste bouw en de vorm van de osteodermen. Hij suggereerde een positie in de Nodosauridae. Een cladistische analyse uit 2011 wees uit dat Horshamosaurus en Polacanthus geen zustersoorten waren, een van de redenen om een apart geslacht te benoemen.